# Changé (Sarthe)
Changé település Franciaországban, Sarthe megyében. Lakosainak száma 6803 fő (2022. január 1.). Changé Yvré-l’Évêque, Champagné, Le Mans, Parigné-l’Évêque, Ruaudin és Saint-Mars-la-Brière községekkel határos.

## Népesség
A település népességének változása:
| Lakosok száma | 6407 | 6446 | 6662 | 6519 | 6549 | 6552 | 6569 | 6686 | 6803 |
|               | 2013 | 2015 | 2016 | 2017 | 2018 | 2019 | 2020 | 2021 | 2022 |